# 去月球
《去月球》（英语：To the Moon, too!）是一款由高瞰（Kan "Reives" Gao）和他的独立游戏工作室自由鸟工作室制作的冒险角色扮演视觉小说。这是自由鸟工作室制作的第四款游戏，也是首款商业化发行的游戏。
2011年9月，Windows版本发布在作者的网站及其他下载平台网站上，2011年11月1日登陆Steam。2014年1月7日移植至OS X以及Linux。2017年5月12日，由心动网络（X.D. Network Inc.）进行高清重制的iOS和Android平台移动版全球同步登陆App Store、Google play和TapTap。
《去月球》使用RPG制作大师 XP进行制作。2010年，高瞰的爷爷经历了生命垂危的时刻，引发高瞰对死亡的思考并开始开发这一款游戏。游戏发行后四次更新追加下载内容，包含游戏音乐原声带、漫画《一起去月球》以及两集免费的迷你剧集。2014年，自由鸟工作室发布《鸟的故事》（A Bird Story），作为连接《去月球》与续作《寻找天堂》（Finding Paradise）之间的外传。2018年5月，高瞰宣布，《去月球》将被改编为动画电影，他将参与剧本创作并监督电影制作。
《去月球》的剧情和音乐得到积极的评价。游戏被提名多项奖项，并获得Gamespot2011年“最佳故事奖”。

## 游戏玩法
《去月球》是使用RPG制作大师 XP引擎制作的16位色二维角色扮演游戏。但与典型的角色扮演游戏不同，《去月球》没有战斗系统（仅有一场幽默战斗）、道具栏系统、组队系统。游戏专注于获取信息、解谜并寻找方法深入角色的记忆，以此驱动剧情发展。
游戏玩法主要为，在強尼·威尔士（Johnny Wyles）的记忆中寻找有意义的物件，从这些物件中收集能量用以强化记忆，并连接至更深层的记忆，也就是从莊尼的老年追溯至他的童年。当收集完所有物件且探索所有记忆后，玩家可以连接两段记忆共有的物件，从而能在记忆间自由切换。此时，通过改变角色、物件、事件便可操纵记忆，让強尼认为自己达成了去月球的梦想。

## 剧情介绍
西格蒙德公司（Sigmund Corp.）拥有一种能够编织人工记忆的技术，并为人们提供“实现愿望”的服务。然而，这种人工记忆会与人的真实记忆产生矛盾，因此这项技术只能用于临终的病人。
西格蒙德公司的两位职员伊娃·罗莎莉恩医生（Dr. Eva Rosalene）与尼尔·華茲医生（Dr. Neil Watts）准备为垂死的強尼·威尔士（Johnny Wyles）实现毕生的梦想：去月球。但強尼并不知道自己想要前往月球的理由。为了完成这项任务，两位医生进入強尼的记忆，借由他生命中的重要物品回溯时间。他们见证了強尼记忆中的一些重要时刻，渐渐地了解他与青梅竹马的莉娃（River）之间痛苦的婚姻。两位医生终于到达強尼的童年之后，试图为小时候的強尼注入去月球的愿望，让強尼的内心产生由这个愿望而起的嶄新人生与记忆，让強尼死时没有任何遗憾。
然而，強尼的大脑没有照计划产生新的记忆。罗莎莉恩和華茲必须赶在強尼离世前解开他过去的秘密，不惜一切代价将他送往月球。最终，两位医生发现，強尼和莉娃在一次嘉年华中初次相遇，他们在角落里一同仰望星空，認為星星组合起来像是一只兔子，而月球则像它的肚子。两人约定明年在同一个地点再见，如果強尼忘记了或迷路了，两人则“在月球重聚”。不久后，強尼的双胞胎哥哥喬伊（Joey）在意外中丧生。強尼的母亲讓強尼服用β受体阻滞剂，令他忘记了那场悲剧，但同时也失去了与莉娃初遇的记忆。之后，強尼与莉娃再次相遇，两人最终结婚。莉娃却发现強尼不记得他倆在嘉年华初遇，然而她因身患亞斯伯格症，没能直接向強尼坦白，因此剪短了自己的头发、摺了许多纸兔子，希望借此间接唤醒他的记忆。但莉娃直到去世時都没办法让強尼回忆起当初的约定，令不明真相的強尼留下深深的自责，潛意識中也隐约残存去月球的愿望。
现实中，知道真相的罗莎莉恩和華茲终于成功为強尼植入记忆。在這段新的记忆中，強尼和莉娃在美国国家航空航天局相遇。弥留之际，強尼想象出与莉娃一同乘坐穿梭機飛往月球的场景，他们最终结婚，建造了与现实中一样的房子。喬伊也沒有因意外去世，反而成为了有名的作家，出席了強尼的婚礼、一同聚会、帮忙建造強尼的房子。回到现实，保姆莉莉（Lily）继承了強尼的房子，而強尼的墓地就在莉娃的旁边。两位医生则接到任务，动身探访下一位病人。華茲准备离开时，突然感到一阵与強尼病發時相同的疼痛，他吞下止疼药，继续旅程。

## 开发与发行
《去月球》是加拿大设计师高瞰的独立游戏工作室自由鸟工作室开发并发行的第一款商业化作品。2010年，高瞰的爷爷重病之中，高瞰开始了这款游戏的开发，作为对生命和死亡的自我拮问。人临终前的悔恨激发了他的灵感，使他最终创造了这款游戏的剧情。
尽管自由鸟工作室的员工只有高瞰一个人，他仍通过委托制作以及素材交易的方式使其他人参与进《去月球》的开发。七位艺术家以及数位程序员参与了游戏的图像和程序设计。劳拉·鴫原为这款游戏创作了主题曲。同时，游戏还使用了大量公有领域的素材。
《去月球》最初发布于作者的网站以及数个下载门户网站。2011年11月登陆Steam，2012年6月登陆GOG，最初仅有Windows版本。游戏使用RPG制作大师 XP引擎进行制作，因为高瞰认为这款引擎使用简便，且有能力让开发者把故事叙述清楚。爱德华·路德（Edward Rudd）使用RPG制作大师 XP的开源多平台重制游戏引擎MKXP将游戏移植至OS X以及Linux。2014年1月，OS X以及Linux版本发布于Humble Bundle X。之后这款引擎还将这款游戏移植至其他系统，例如OpenPandora掌上游戏机。2017年5月，《去月球》发布iOS及Android高清重制版本，由心动网络使用Unity跨平台游戏引擎制作。
游戏拥有多种语言的社区翻译，包括中文、德语、意大利语、西班牙语、法语、波兰语、俄罗斯语、巴西葡萄牙语、越南语、荷兰语、韩语以及土耳其语。
2013年12月31日，第一集迷你剧集发布，剧情围绕罗莎莉恩医生与華茲医生在西格蒙德公司的派对中发生的故事。2015年2月18日，第二集迷你剧集发布。

## 原聲带
原声带包含由劳拉·鴫原演唱、高瞰原创作曲的主题曲《Everything's Alright》。原声带于2011年11月4日在Bandcamp发行，并于2014年晚期作为游戏的可下载内容在Steam发行。《去月球》的遊戲音樂獲得大量評論家的稱讚。RPGFan的斯蒂芬·梅耶林克（Stephen Meyerink）评价道，钢琴演奏充满感情，引人入胜。鴫原柔软、感人的声线没有令人失望。
| To the Moon <OST> | To the Moon <OST>                              | To the Moon <OST> | To the Moon <OST> |
| 曲序              | 曲目                                           | 备注              | 时长              |
| ----------------- | ---------------------------------------------- | ----------------- | ----------------- |
| 1.                | To The Moon - Main Theme                       |                   | 4:56              |
| 2.                | Between a Squirrel and a Tree                  |                   | 1:18              |
| 3.                | Spiral of Secrets                              |                   | 1:06              |
| 4.                | For River - Piano (Sarah & Tommy's Version)    |                   | 2:58              |
| 5.                | Bestest Detectives in the World                |                   | 1:15              |
| 6.                | Too Bad So Sad                                 |                   | 0:08              |
| 7.                | Teddy                                          |                   | 0:42              |
| 8.                | Uncharted Realms                               |                   | 1:08              |
| 9.                | Having Lived                                   |                   | 1:21              |
| 10.               | Moonwisher                                     |                   | 2:10              |
| 11.               | Born a Stranger                                |                   | 1:41              |
| 12.               | For River - Piano (Johnny's Version)           |                   | 1:39              |
| 13.               | Lament of a Stranger                           |                   | 1:05              |
| 14.               | Everything's Alright (Music Box)               |                   | 0:40              |
| 15.               | Moongazer                                      |                   | 2:15              |
| 16.               | Anya by the Stars                              |                   | 2:15              |
| 17.               | Take Me Anywhere                               |                   | 0:59              |
| 18.               | Warning (AKA best track ever)                  |                   | 0:09              |
| 19.               | Beta-B                                         |                   | 1:06              |
| 20.               | World's Smallest Ferris Wheel                  |                   | 0:35              |
| 21.               | Once Upon a Memory                             |                   | 2:25              |
| 22.               | Once Upon a Memory (Piano)                     |                   | 1:35              |
| 23.               | Laura Shigihara - Everything's Alright         | 由劳拉·鴫原演唱   | 3:25              |
| 24.               | Everything's Alright (Reprise)                 |                   | 0:58              |
| 25.               | Tomorrow                                       |                   | 2:10              |
| 26.               | Launch                                         |                   | 1:57              |
| 27.               | To the Moon - Piano (Ending Version)           |                   | 5:15              |
| 28.               | Eva's Ringtone                                 |                   | 0:04              |
| 29.               | Trailer Theme - Part 1                         |                   | 1:43              |
| 30.               | Trailer Theme - Part 2 (feat. Laura Shigihara) | 由劳拉·鴫原演唱   | 1:49              |
| 31.               | Trailer Theme - Part 2 (Instrumental)          |                   | 2:00              |
| 32.               | For River - Holiday Edition                    |                   | 1:01              |
| 33.               | Everything's Alright (Bonus Version)           | 由劳拉·鴫原演唱   | 3:42              |
| 总时长：          | 总时长：                                       | 总时长：          | 52:47             |

## 续作
2014年11月5日，外传《鸟的故事》发布，故事发生在同一个世界中，衔接了《去月球》与续作《寻找天堂》之间的剧情。后者发布于2017年12月14日，是故事的直接延续。2019年11月29日，自由鸟工作室公布了“去月球三部曲”的第三部作品《影子工厂》；计划2020年年底发售。

## 改编电影
2018年5月，高瞰宣布，《去月球》将被改编为动画电影，他将参与剧本创作并监督电影制作。电影由中国公司奥创视界出资，日本公司进行制作。

## 評價
《去月球》普遍獲得了良好的评价。尽管游戏的可操作内容较少，但劇情和音樂得到认可。此作在GameRankings上獲得了82.59%的評價值。而Metacritic上收集的26篇评论中则有22篇好评，4篇褒贬不一，无差评，综合评分81（满分100），用户评分9.0，是2011年Metacritic用户评分最高的作品。
在GameSpot2011年年度最佳遊戲評選中，《去月球》獲得了“最佳故事獎”，擊敗了包括《凱薩琳》、《幽靈欺詐》、《传送门2》、《異度神劍》在內的競爭對手，并获得了“最佳音樂獎”、“最難忘時刻獎”、“最佳劇本和對話獎”，“最佳結局獎”和“年度歌曲”的提名。
GamePro的奥利维亚·休伯特（Olivia Hubert）认为，本作成功地将画面、文字和游戏编织进情节中，使其拥有优秀的剧情。Eurogamer的路易斯·登比（Lewis Denby）认为，本拥有所有游戏中最佳的剧情之一，人物的表情和肢体语言传达准确，拥有电影般的场景，音乐惊艳、有感染力且与故事完美契合。RPGFan的戴夫·耶格（Dave Yeager）认为本作是“电子游戏剧情叙述的变革者”，拥有完善的画面以及极佳的音乐和故事，但操作流程与剧情没有太大关联。腾讯游戏则称，尽管故事略显普通，但伏笔和人物塑造出色，使游戏能够感动人心。